# بدریچ شسربان
بدریچ شسربان (انگلیسی: Bedřich Ščerban؛ زادهٔ ۳۱ مهٔ ۱۹۶۴) بازیکن هاکی روی یخ اهل جمهوری چک است.